# Monastère Saint-Boris-et-Saint-Gleb de Dmitrov
Le monastère Saint-Boris-et-Saint-Gleb (Борисоглебский монастырь) est un monastère orthodoxe russe situé à Dmitrov dans l'oblast de Moscou en Russie. Les premiers documents écrits mentionnant son existence datent du XVe siècle, mais le monastère est certainement plus ancien.

## Histoire

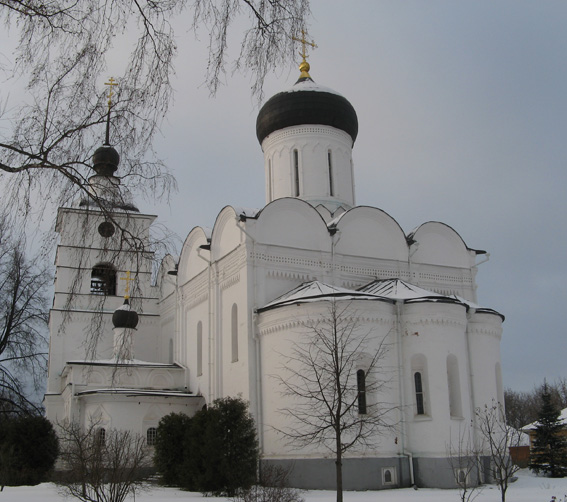
L'église du monastère en hiver

L'église abbatiale Saint-Boris-et-Saint-Gleb actuelle fut construite en pierre avant 1537 et fut agrandie au XVIIe siècle, grâce aux dons de la famille Tchapline, dont plusieurs membres y sont enterrés. En 1672-1687, le monastère fut reconstruit après un incendie. On aménagea une Porte sainte, l'église Saint-Nicolas, et une aile pour les moines. En 1685-1689, on construisit des remparts avec quatre tours d'angle. En 1702, on construisit la chapelle de l'infirmerie, aujourd'hui détruite et en 2003 une petite chapelle de style néo-russe.
Le monastère était placé sous la protection des princes de Moscovie et son supérieur portait le titre d'archimandrite. Au XVIIIe siècle, le monastère avait une écurie qui servait de relai sur la route de l'est et était propriétaire d'une sloboda (colonie libre de paysans) de 14 fermes et d'un moulin sur la rivière Berezovets. Après l'oukaze de l'impératrice Catherine de 1764 qui sécularisa la majorité des monastères, le monastère de Saint-Boris-et-Saint-Gleb fut le seul à subsister dans les environs de Dmitrov. Il connut un certain florissement au XIXe siècle. 
Après la révolution, les moines furent envoyés dans un autre monastère et furent remplacés par des religieuses expulsées d'Ukraine. Les autorités sécularisèrent le monastère en 1926 qui devint un musée, puis un lieu de détention du Dmitlag. Pendant la guerre, jusque dans les années 1970, il servait de bâtiment militaire, puis il devint un foyer d'habitation.
Le monastère a été restauré en 1993 et une petite communauté de moines s'y est réinstallée en 2003. Ils sont aujourd'hui au nombre de huit. 